# دیوید دی توماسو
دیوید دی توماسو (انگلیسی: David Di Tommaso; ۶ اکتبر ۱۹۷۹ – ۲۹ نوامبر ۲۰۰۵) بازیکن فوتبال اهل فرانسه بود.
از باشگاه‌هایی که در آن بازی کرده‌است می‌توان به باشگاه فوتبال سدان، آ.اس موناکو، و باشگاه فوتبال اوترخت اشاره کرد.
وی همچنین در تیم‌های ملی فوتبال زیر ۱۷ سال فرانسه و زیر ۲۱ سال فرانسه بازی کرده‌است.